# خالد سطوحي
خالد سطوحي لاعب كرة قدم مصري في مركز قلب الدفاع ، من مواليد البحيرة وخريج كلية آداب ، ويلعب حاليًا لنادي طلائع الجيش ، بعد أن انتقل إليه في 11 يناير 2017 معارًا إليه لمدة 6 شهور.

## مسيرته الكروية

### بداياته
بدأ اللعب في مركز شباب دست الأشراف تابع لمنطقته كوم حمادة في دوري الناشئين ، لعب معهم لمدة 3 سنوات ، ثم انتقل لنادي دمنهور بالبحيرة في دوري الممتاز ب بمبلغ 5 آلاف جنيه وسنه 18 سنة ، ولعب بالنادي لمدة 4 سنوات ولعب بالفريق الأول بآخر سنة ، وكان بعقده شرط جزائي كبير كان 500 ألف جنيه في حين كان راتبه 5 آلاف جنيه فقط ، ولكن بالرغم من كبر الشرط إلا أنه السبب في رحيله أيضًا ؛ لأنه إذا لم يكن هناك شرط جزائي فلم يتم التفريط فيه بأقل من مليون ونصف المليون.

### اتحاد الشرطة
كما ذكر الشرط الجزائي كان سببًا في رحيله فاعتبره جاء في صالحه ؛ حيث حضر إداري من نادي اتحاد الشرطة ومعه شيك بالشرط الجزائي وحصل على الاستغناء الخاص به وكان هذا في رمضان 2011 ، وتعاقد معه اتحاد الشرطة لمدة 5 مواسم ، وفي أول موسمين تم إلغاء الدوري ، أما باقي المواسم فكان يؤدي بشكل جيد مع فريقه ، وانتهى عقده مع الفريق موسم 2015–2016.

### نادي سموحة
انتقل للنادي السكندري لمدة 3 سنوات في صفقة انتقال حر بعد انتهاء تعاقده مع اتحاد الشرطة ، بالرغم من مفاوضات سموحة قبل سنتين إلا أن عرضهم تم قبوله بالرفض من قبل اتحاد الشرطة.

### نادي طلائع الجيش
في ظل عدم مشاركته وجلوسه على مقاعد البدلاء انتقل إلى نادي طلائع الجيش على سبيل الإعارة لمدة 6 شهور ، وفي 30 يوليو 2017 تم تجديد إعارته لموسم آخر.

## إحصائيات مشاركاته
آخر تحديث في 13 يوليو 2018

### مع الأندية
| الفريق       | الموسم    | الدوري  | الدوري | الكأس   | الكأس | البطولات القارية | البطولات القارية | الإجمالي | الإجمالي |
| الفريق       | الموسم    | مشاركات | أهداف  | مشاركات | أهداف | مشاركات          | أهداف            | مشاركات  | أهداف    |
| ------------ | --------- | ------- | ------ | ------- | ----- | ---------------- | ---------------- | -------- | -------- |
| اتحاد الشرطة | 2011–2012 | 3       | 0      | 0       | 0     | —                | —                | 3        | 0        |
| اتحاد الشرطة | 2012–2013 | 10      | 0      | 0       | 0     | —                | —                | 10       | 0        |
| اتحاد الشرطة | 2013–2014 | 16      | 0      | 2       | 0     | —                | —                | 18       | 0        |
| اتحاد الشرطة | 2014–2015 | 34      | 0      | 3       | 0     | —                | —                | 37       | 0        |
| اتحاد الشرطة | 2015–2016 | 32      | 1      | 2       | 0     | —                | —                | 34       | 1        |
| اتحاد الشرطة | الإجمالي  | 95      | 1      | 7       | 0     | —                | —                | 102      | 1        |
| سموحة        | 2016–2017 | 0       | 0      | 0       | 0     | 0                | 0                | 0        | 0        |
| سموحة        | الإجمالي  | 0       | 0      | 0       | 0     | 0                | 0                | 0        | 0        |
| طلائع الجيش  | 2016–2017 | 12      | 0      | 2       | 0     | —                | —                | 14       | 0        |
| طلائع الجيش  | 2017–2018 | 32      | 2      | 1       | 0     | —                | —                | 33       | 2        |
| طلائع الجيش  | الإجمالي  | 44      | 2      | 3       | 0     | —                | —                | 47       | 2        |

## روابط خارجية
- خالد سطوحي